# Kanotsport vid olympiska sommarspelen 2004
Kanottävlingarna vid olympiska sommarspelen 2004 hölls i Schinias Olympic Rowing and Canoeing Centre (sprintgrenarna) och i Olympic Canoe/Kayak Slalom Centre vid Helliniko Olympic Complex (slalomgrenarna).

## Medaljtabell
| Pl. | Nation         | Guld | Silver | Brons | Totalt |
| --- | -------------- | ---- | ------ | ----- | ------ |
| 1   | Tyskland       | 4    | 4      | 1     | 9      |
| 2   | Ungern         | 3    | 1      | 2     | 6      |
| 3   | Slovakien      | 2    | 1      | 1     | 4      |
| 4   | Frankrike      | 2    | 0      | 1     | 3      |
| 5   | Spanien        | 1    | 1      | 0     | 2      |
| 6   | Kanada         | 1    | 0      | 2     | 3      |
| 7   | Norge          | 1    | 0      | 1     | 2      |
| 8   | Kina           | 1    | 0      | 0     | 1      |
| 8   | Sverige        | 1    | 0      | 0     | 1      |
| 10  | Australien     | 0    | 2      | 0     | 2      |
| 10  | Italien        | 0    | 2      | 0     | 2      |
| 12  | Storbritannien | 0    | 1      | 2     | 3      |
| 12  | Ryssland       | 0    | 1      | 2     | 3      |
| 14  | Kuba           | 0    | 1      | 0     | 1      |
| 14  | Nya Zeeland    | 0    | 1      | 0     | 1      |
| 14  | USA            | 0    | 1      | 0     | 1      |
| 17  | Belarus        | 0    | 0      | 1     | 1      |
| 17  | Tjeckien       | 0    | 0      | 1     | 1      |
| 17  | Polen          | 0    | 0      | 1     | 1      |
| 17  | Ukraina        | 0    | 0      | 1     | 1      |

## Medaljsummering

### Slalom
| Event                   | Guld                                                | Silver                                  | Brons                                      |
| Herrar, C-1 Detaljer... | Tony Estanguet Frankrike                            | Michal Martikán Slovakien               | Stefan Pfannmöller Tyskland                |
| Herrar, C-2 Detaljer... | Slovakien Pavol Hochschorner and Peter Hochschorner | Tyskland Marcus Becker and Stefan Henze | Tjeckien Jaroslav Volf and Ondřej Štěpánek |
| Herrar, K-1 Detaljer... | Benoît Peschier Frankrike                           | Campbell Walsh Storbritannien           | Fabien Lefèvre Frankrike                   |
| Damer, K-1 Detaljer...  | Elena Kaliská Slovakien                             | Rebecca Giddens USA                     | Helen Reeves Storbritannien                |

### Sprint
Herrar
| Event                      | Guld                                                             | Silver                                                 | Brons                                                                |
| C-1 500 meter Detaljer...  | Andreas Dittmer Tyskland                                         | David Cal Spanien                                      | Maksim Opalev Ryssland                                               |
| C-1 1000 meter Detaljer... | David Cal Spanien                                                | Andreas Dittmer Tyskland                               | Attila Vajda Ungern                                                  |
| C-2 500 meter Detaljer...  | Kina Meng Guanliang Yang Wenjun                                  | Kuba Ibrahim Rojas Ledis Balceiro                      | Ryssland Alexander Kostoglod Aleksandr Kovaljov                      |
| C-2 1000 meter Detaljer... | Tyskland Christian Gille Tomasz Wylenzek                         | Ryssland Alexander Kostoglod Aleksandr Kovaljov        | Ungern György Kozmann György Kolonics                                |
| K-1 500 meter Detaljer...  | Adam van Koeverden Kanada                                        | Nathan Baggaley Australien                             | Ian Wynne Storbritannien                                             |
| K-1 1000 meter Detaljer... | Eirik Verås Larsen Norge                                         | Ben Fouhy Nya Zeeland                                  | Adam van Koeverden Kanada                                            |
| K-2 500 meter Detaljer...  | Tyskland Ronald Rauhe Tim Wieskötter                             | Australien Clint Robinson Nathan Baggaley              | Belarus Raman Piatrusjenka Vadzim Matjneu                            |
| K-2 1000 meter Detaljer... | Sverige Markus Oscarsson Henrik Nilsson                          | Italien Antonio Rossi Beniamino Bonomi                 | Norge Eirik Verås Larsen Nils Olav Fjeldheim                         |
| K-4 1000 meter Detaljer... | Ungern Zoltán Kammerer Botond Storcz Ákos Vereckei Gábor Horváth | Tyskland Andreas Ihle Mark Zabel Björn Bach Stefan Ulm | Slovakien Richard Riszdorfer Michal Riszdorfer Erik Vlček Juraj Bača |

Damer
| Event                     | Guld                                                                 | Silver                                                        | Brons                                                                     |
| K-1 500 meter Detaljer... | Nataša Janić Ungern                                                  | Josefa Idem Italien                                           | Caroline Brunet Kanada                                                    |
| K-2 500 meter Detaljer... | Ungern Katalin Kovács Nataša Janić                                   | Tyskland Birgit Fischer Carolin Leonhardt                     | Polen Aneta Pastuszka Beata Sokołowska-Kulesza                            |
| K-4 500 meter Detaljer... | Tyskland Birgit Fischer Maike Nollen Katrin Wagner Carolin Leonhardt | Ungern Katalin Kovács Szilvia Szabó Erzsébet Viski Kinga Bóta | Ukraina Inna Osypenko Tetjana Semjkina Hanna Balabanova Olena Tjerevatova |